# Pavol Steiner
Pavol Steiner (Bratislava, 29 marzo 1908 – Martin, 4 giugno 1969) è stato un nuotatore e pallanuotista cecoslovacco,.

## Biografia

### Carriera sportiva
Come pallanuotista, ha partecipato ai Giochi di Amsterdam 1928, conquistando il 9º posto, mentre come nuotatore ha gareggiato e vinto una medaglia di bronzo ai Campionati europei di nuoto 1931 a Parigi, gareggiando nei 100 m stile libero.
Dal 1933, la sua ulteriore carriera sportiva fu influenzata dall'ascesa della Germania nazista e dalla loro discriminazione nei confronti della popolazione ebraica. Come membro di un club sportivo ebraico, boicottò i Campionati europei di nuoto 1934 a Magdeburgo e le Olimpiadi di Berlino 1936. In compenso, prese parte alle Maccabiadi nel 1932 e nel 1935, ottenendo un totale di 6 vittorie.

### Carriera medica
Steiner era un chirurgo cardiologo presso il Martin University Hospital di Martin e lì eseguì il primo intervento di cardiochirurgia a cielo aperto in Slovacchia.

## Palmares
- Europeo 1931

 Bronzo - 100m stile libero